# Compton Down
Compton Down hay Hạ Compton là một ngọn đồi trên đảo Wight nằm ở phía đông vịnh Freshwater. Nó là một phần của sườn núi đá tạo thành "xương sống" của đảo Wight. Nó chạy từ đông sang tây, khoảng 3 dặm dài và chủ yếu là đồng cỏ đất thấp. Địa điểm được sở hữu và quản lý bởi National Trust và nó cung cấp cơ sở cho Sân Gôn vịnh Freshwater ở đầu phía tây của nó.
Đây là một địa điểm rộng 196,3 ha được quan tâm đặc biệt về khoa học. Địa điểm đã được chỉ định vào năm 1951 cho cả hai lợi ích sinh học và địa chất.